# Emam Ashour
Emam Ashour (arabisch إمام عاشور, DMG Imām ʿĀšūr, * 20. Februar 1998 in El Senbellawein) ist ein ägyptischer Fußballspieler, der als Flügelspieler aktuell für den Klubahly SC spielt.

## Karriere
Ashour spielte für Ghazl Mahalla, bevor er zu Beginn der Saison 2018/19 zum Egyptian-Premier-League-Klub Haras El-Hodood SC verliehen wurde. Im Juni 2019 kehrte er zu Mahalla zurück, wurde jedoch im September an den Al Zamalek SC verkauft.

## Erfolge

### Zamalek SC
- Ägyptischer Pokalsieger: 2018/19
- Ägyptischer Supercup: 2019/20
- CAF Super Cup: 2020

### Ägypten
- U-23-Afrika-Cup Gewinner: 2019